# Reg Lewis
Reg Lewis, właśc. Reginald Bernie Lewis (ur. 23 stycznia 1936 w Niles, Fremont w stanie Kalifornia, zm. 11 lutego 2021) – amerykański kulturysta i aktor.

## Życiorys
Urodził się w Północnej Kalifornii, zaczął się interesować zaczął kulturystyką w szkole średniej, jego inspiracją do budowy własnego ciała był George Eiferman. W 1953, w wieku 17 lat, Lewis wygrał swój pierwszy konkurs kulturystyczny – Junior Mr. Olympics.
W 1954 został odkryty przez aktorkę Maę West, która zaproponowała mu dołączenie do jej grupy modeli – kulturystów (jego kolegami byli Mickey Hargitay, Gordon Mitchell i Dan Vadis) w show w Sahara Hotel w Las Vegas. Grupa odbywała tournée po 12 miastach w Stanach Zjednoczonych z rewią, brała udział w otwarciach klubów nocnych, wydarzeniach sportowych i kulturalnych, wystąpiła m.in. w serialu Red Skelton zaprasza (The Red Skelton Show, 1960).
W 1957 Reg Lewis został mistrzem i zwyciężał w jednym konkursie po drugim, w tym zdobył prestiżowy tytuł IFBB Mr. America w 1963 roku. W 1970 w Nowym Jorku, w wieku 34 lat, stanął do rywalizacji w Mr. Olympia, gdzie zajął 3. miejsce, za Sergio Olivą i Arnoldem Schwarzeneggerem. Mając 44 lata wygrał zawody Natural America Masters 1982 oraz Mr. America 1983, w kategorii 40+.
Debiutował na ekranie jak Maxus we włoskim niskobudżetowym filmie z cyklu płaszcza i szpady Ogień potworów przeciw synowi Herkulesa (Maciste contro i mostri, 1962). W komedii fantasy Butelka z mosiądzu (The Brass Bottle, 1964) z udziałem Tony'ego Randalla, Burla Ivesa i Barbary Eden pojawił się jako niewolnik. W komedii Nie daj się usidlić (Don't Make Waves, 1967) obok Tony'ego Curtisa, Claudii Cardinale, Sharon Tate i Roberta Webbera wystąpił jako potwór, a w komedii muzycznej Sekstet (Sextette, 1978) z Timothy Daltonem, Alice Cooperem, Tony Curtisem, Dom DeLuise, George Hamiltonem, Keith Moonem, George Raftem i Ringo Starrem, był atletą.
Od roku 1959 Lewis rozpoczął karierę jako osobisty trener kulturystyki w Południowej Kalifornii w San Fernando Valley
.

## Osiągnięcia w kulturystyce
- 1953:
  - Junior Mr. Olympics
- 1956:
  - Mr. Olympics
  - Mr. Pacific Coast
  - Mr. Physical Fitness
- 1957:
  - Mr. Universe – Zwycięzca Klasy Profesjonalistów
  - Mr. USA federacja AAU − II m-ce
- 1960:
  - Mr. Hercules wybrany przez Mae West
- 1963:
  - Mr. America
- 1970:
  - Olympia-IFBB − III m-ce
- 1982:
  - Natural America Masters Overall (Naturalny Zwycięzca Ameryki Mistrzów Całkowitych)
- 1983:
  - Mr. America (kat. 40+)

## Filmografia
- 1960: Red Skelton zaprasza (The Red Skelton Show) jako uczestnik dyskusji
- 1962: Maciste przeciw synowi Herkulesa (Maciste contro i mostri) jako Maciste / Maxus / Germanicus
- 1964: Butelka z mosiądzu (The Brass Bottle) jako Niewolnik
- 1967: Nie daj się usidlić (Don't Make Waves) jako Potwór
- 1978: Sekstet (Sextette) jako Atleta